# Pilea verrucosa
Pilea verrucosa är en nässelväxtart som beskrevs av Ellsworth Paine Killip. Pilea verrucosa ingår i släktet pileor, och familjen nässelväxter. Inga underarter finns listade i Catalogue of Life.